# Bengt Månsson
Bengt Månsson, född 26 april 1959, är en svensk före detta fotbollsspelare som var verksam på 1980-talet. Han började sin karriär i Lunds BK men blev senare köpt av Halmstads BK.

## Klubbar
- Lunds BK (1965–1983)
- Halmstads BK (1983–1985)
- Lunds BK (1985–1990)